# Aconitum variegatum
El acónito variegado (Aconitum variegatum) es una planta herbácea vivaz del género Aconitum de la familia de las Ranunculáceas. 

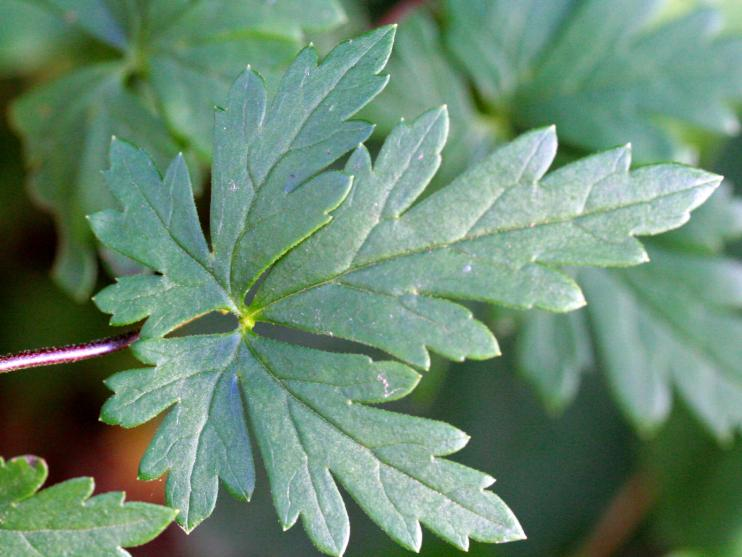
Detalle de la hoja

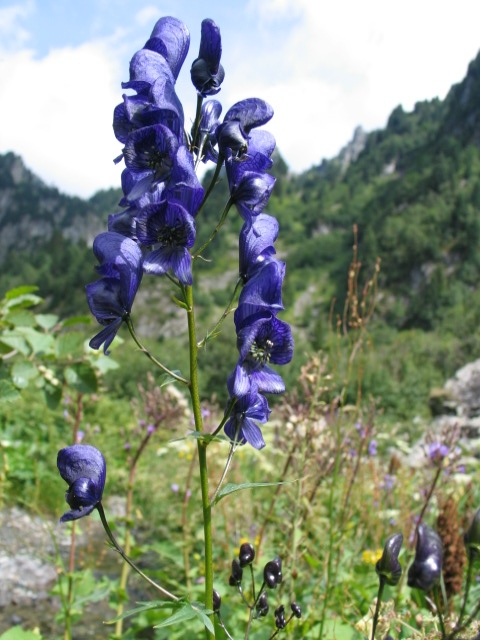
Inflorescencia

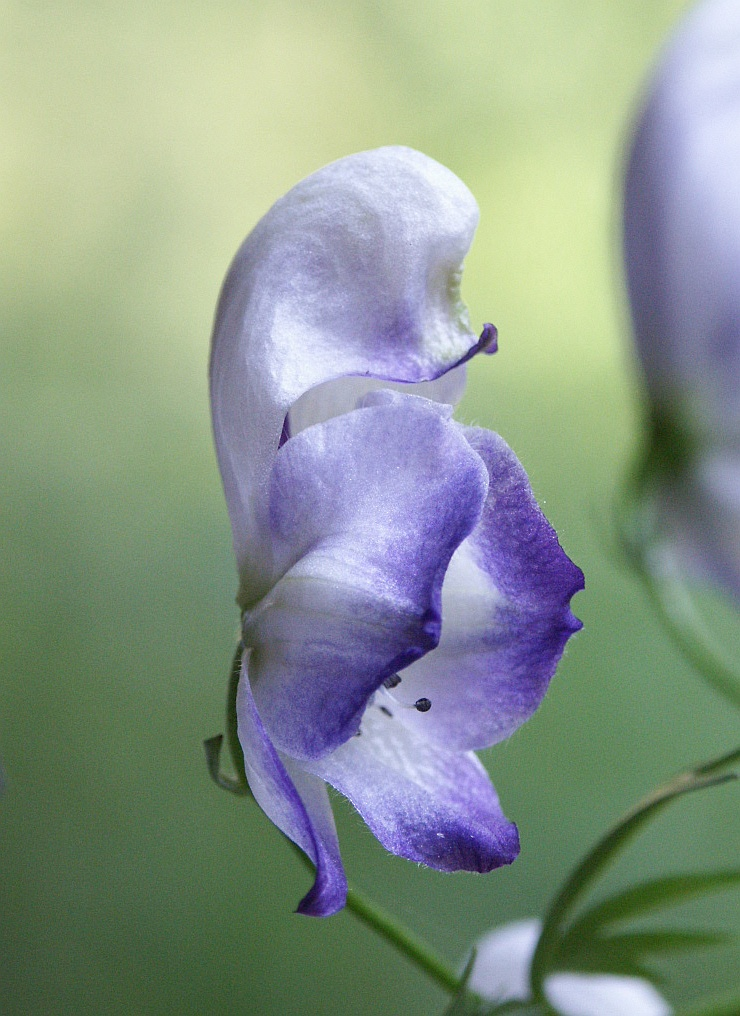
Detalle de la flor

## Descripción

### Características
- Órganos reproductores
  - Color dominante de las flores: azul
  - Periodo de floración: agosto-septiembre (boreal); abril-mayo (austral).
  - Inflorescencia: racimo de racimos.
  - Sexualidad: hermafrodita
  - Orden de maduración: protandria
  - Polinización: entomófila
- Granos
  - Fruto: folículo
  - Diseminación: gravidez
- Habitat y reparto
  - Tipo de hábitat: aerohalinas submarítimas atlánticas, termófilas.
  - Zona de reparto: europeo templado.

## Taxonomía
Aconitum variegatum, fue descrita  por Carlos Linneo y publicado en Species Plantarum 1: 532, en el año 1753.
Etimología
Ver:Aconitum
variegatum: epíteto latíno que significa "abigarrado"
Citología
Número de cromosomas de Aconitum variegatum (Fam. Ranunculaceae) y táxones infraespecíficos:  n=8; 2n=16, 24
Sinonimia
- Aconitum album Aiton
- Aconitum alpinum Mill.
- Aconitum altigaleatum Hayne
- Aconitum bernhardianum Wallr.
- Aconitum bulbiferum Rchb.
- Aconitum cammarum Jacq.
- Aconitum × cammarum var. cynbulatum Schmalh.
- Aconitum × cammarum var. gracile Rchb.
- Aconitum × cammarum var. judenbergense Rchb.
- Aconitum × cammarum var. koscieliskanum Zapal.
- Aconitum × cammarum var. tricoronense Zapal.
- Aconitum dominii Sill.
- Aconitum flexuosum C.Presl ex Rchb.
- Aconitum glabrum DC.
- Aconitum gracile (Rchb.) Gáyer
- Aconitum hamatum Bertol. ex Steud.
- Aconitum humile Bernh. ex Rchb.
- Aconitum illinitum Rchb.
- Aconitum italicum Tratt. ex Rchb.
- Aconitum judenbergense (Rchb.) Gáyer
- Aconitum laciniosum Schleich. ex Steud.
- Aconitum laevigatum Schleich. ex Steud.
- Aconitum leucanthemum Wender.
- Aconitum luridum Salisb.
- Aconitum macranthum Rchb.
- Aconitum mixtum Rchb.
- Aconitum nasutum Fisch. ex G.Don
- Aconitum odontandrum Wissjul.
- Aconitum rhynchanthum Rchb.
- Aconitum rostratum Bernh.
- Delphinium variegatum Baill.[4]

## Nombres comunes
- Castellano: acónito azul.[5]